# Curtina
Curtina es una localidad uruguaya del departamento de Tacuarembó.

## Geografía
La localidad se ubica al suroeste del departamento de Tacuarembó, en las costas del arroyo Malo y junto a la ruta nacional N.º 5 en su km 334. Aproximadamente 55 km la separan de la capital departamental, Tacuarembó y 334 km de la ciudad de Montevideo.

## Historia
En sus comienzos la localidad se denominó San Máximo hasta que por Ley 3.189 del 5 de julio de 1907 fue elevada oficialmente a la categoría de pueblo y cambió su nombre al actual Curtina.

## Población
Según el censo del año 2011 la localidad contaba con una población de 1037 habitantes.
| 3666          | 807 | 732 | 651 | 843 | 1029 | 1037 |
| (Fuente: INE) |     |     |     |     |      |      |

## Economía y Servicios
Una de las principales actividades económicas de la zona es la forestación, habiendo mucha mano de obra maderera.
La localidad dispone de servicios policiales, médicos, escuela, liceo, OSE, UTE, Antel, varios comercios y 2 clubes sociales.
Una de las instituciones que se destacan por su desempeño a nivel local y regional es La Liga del Trabajo de Curtina. Este organismo que tiene más de 80 años de vida, nuclea a productores, trabajadores de la zona en general a efectos de hacerse oír como un bloque de representación.

## Personajes célebres nacidos en Curtina
- Numa Moraes, músico

## Lugares
- Chorro de Agua Fría